# The Reverberator
The Reverberator (em português, O Reverberador) é um romance breve de Henry James, primeiramente publicado como série em Macmillan's Magazine, em 1888, e mais tarde como livro no mesmo ano. Esta graciosa comédia traça as complicações resultantes quando histórias perversas, mas verdadeiras, sobre uma família de Paris são publicadas no tablóide sensacionalista americano que dá título à obra.

## Enredo
George Flack é o correspondente para o tablóide sensacionalista americano chamado The Reverberator. Francie Dosson, uma bela mas não muito esperta jovem americana, revela a Flack algumas fofocas sobre os Proberts, a família afrancesada (mas originalmente americana) de seu noivo, Gaston Probert.
O previsível para todos, exceto Francie, acontece: as fofocas perversas acabam publicadas no tablóide, para o grande horror dos discretos Proberts. Francie não tenta sequer esconder seu papel de entregar a Flack os detalhes sórdidos. Gaston fica inicialmente chocado com as indiscrições de sua noiva. Mas com o apoio um tanto surpreendente de sua irmã Suzanne, ele decide aceitar Francie, que nunca tenta jogar a culpa em Flack. Gaston enfrenta os membros irados da família e se casa com a jovem.